# Platanthera bhutanica
Platanthera bhutanica là một loài thực vật có hoa trong họ Lan. Loài này được K.Inoue miêu tả khoa học đầu tiên năm 1986.